# Mesostoa austini
Mesostoa austini är en stekelart som beskrevs av Donald L.J. Quicke och Trevor Huddleston 1989. Mesostoa austini ingår i släktet Mesostoa och familjen bracksteklar. Inga underarter finns listade i Catalogue of Life.